# La Débandade
La Débandade (dt.: „Die wilde Flucht“) ist eine französische Filmkomödie aus dem Jahr 1999. Regie führte Claude Berri, der auch die Hauptrolle übernahm.

## Handlung
Claude Langmann, ein Pariser Auktionator in mittleren Jahren, ist seit 15 Jahren in zweiter Ehe glücklich mit seiner Frau Marie verheiratet. Er liebt sie sehr und ist ihr über die Jahre immer treu gewesen, kann ihr jedoch im Bett nicht mehr viel bieten. Er leidet unter Erektionsschwierigkeiten. Marie versichert ihm zwar, dass ihr seine Liebe und Zärtlichkeit genügen, doch ist Claude zunehmend unzufrieden. Sein Hausarzt Dr. Nataf rät ihm, zu einem Spezialisten zu gehen. Zunächst aber will es Claude im Schlafzimmer mit Rollenspielen versuchen; Marie weigert sich jedoch ein Nonnenkostüm anzuziehen. Claudes alter Freund Paul-Edouard, der früher das gleiche Problem hatte, empfiehlt ihm ein Mittel, das er sich vor dem Geschlechtsakt mittels Spritze injiziert, um potent zu sein.
Verunsichert sucht Claude schließlich einen Spezialisten auf, der ihm nach der Untersuchung ein Mittel verschreibt, das jedoch bei Claude statt Dauererektion nur überhöhte Müdigkeit auslöst. Als ihn Marie zum Spezialisten begleitet und dieser eine Vakuumpumpe empfiehlt, kann sich Marie vor Lachen nicht beherrschen. Claude wiederum wendet sich peinlich berührt ab. Daraufhin beginnt Claude, sich heimlich mit seiner hübschen Assistentin Agnès zu treffen. Sie gehen gemeinsam essen und tanzen ausgelassen auf einer brasilianischen Party. Obwohl sie bedeutend jünger ist als Claude, zeigt sich Agnès einer Affäre gegenüber nicht abgeneigt.
Durch einen Artikel in einer Zeitschrift wird Claude auf Viagra aufmerksam, das aber noch nicht in Frankreich zugelassen ist. Als er in der Schweiz, wo das potenzsteigernde Mittel bereits erhältlich ist, eine Auktion von erotischen Antiquitäten leiten soll, reist er erwartungsvoll ab. In Genf angekommen, besorgt der mitgereiste Paul-Edouard das Viagra in einer Apotheke und gibt Claude die Hälfte der Pillen ab. Claude hofft, das Viagra mit Agnès ausprobieren zu können. Seine Tochter Nathalie, die ebenfalls mitgereist ist, kommt ihm jedoch am entscheidenden Abend mit ihren Männerproblemen in die Quere.
Zurück in Paris ist Marie zu beschäftigt, um mit Claude das Bett zu teilen. Frustriert fährt Claude in der Nacht mit seinem Auto durch die Straßen. In einer Bar trifft er auf eine Prostituierte. Als er mit ihr jedoch nicht in ein Bordell gelassen wird, gerät er mit ihr in Streit und kehrt nach Hause zurück. Bei einer Auktion flirtet eine rothaarige Bieterin mit ihm und sie landen in einem Hotel. Da die Rothaarige auf ein Präservativ besteht, Claude jedoch keines dabei hat, geht er in eine Apotheke. Dort überlegt er es sich anders, fährt nach Hause und bleibt Marie letztlich treu.

## Hintergrund
Filmemacher Claude Berri schrieb das Drehbuch zusammen mit Tonino Benacquista und seiner jüngeren Schwester Arlette Langmann. Die Dreharbeiten fanden in Paris und Genf statt. Das Budget lag bei umgerechnet 9,44 Millionen Euro.
La Débandade kam am 6. Oktober 1999 in Frankreich und Belgien in die Kinos.

## Kritiken
Für Pierre Vavasseur von Le Parisien war La Débandade „eine süße Komödie“, die „paradoxerweise“ mit ihren Höhen und Tiefen Sympathie hervorrufe. Pascal Mérigeau von Le Nouvel Observateur war der Auffassung, dass Claude Berri einen dort berühre, „wo es weh tut und wo man lachen muss“. Herausgekommen sei „sein bester Film seit langem“. Olivier Séguret von der Libération hingegen meinte, dass La Débandade kein guter Film sei, sondern vielmehr „eine merkwürdige Angelegenheit“, die das Rätsel um Berri noch vergrößere. Jérôme Larcher schrieb in den Cahiers du cinéma, dass der Film sowohl „eine volkstümliche Komödie“ als auch „das selbstzerstörerische Selbstporträt eines Filmemachers“ sei.
Jacques Morice von Télérama beschrieb La Débandade als „kleine Satire, die sich sehr an den volkstümlichen Komödien der 1970er Jahre orientiert“. Zwar stünden das Verlangen und seine Geheimnisse „im Zentrum des Drehbuchs“, doch beschränke sich der Film schnell auf nur ein Thema: „Eine mechanische Unannehmlichkeit des Alters“. Claude Berri scheine darüber hinaus „am Thema weniger interessiert gewesen zu sein als an sich selbst“. Dafür, dass er sich „freiwillig lächerlich“ mache und sich „unvorteilhaft“ zeige, hätte er lieber eine Filmbiografie über sich selbst machen sollen, „anstatt […] sich hinter dieser traurigen Komödie zu verstecken“.
Jonathan Crow vom All Movie Guide zog wiederum ein positives Fazit. Ihm zufolge sei der Film „unbeschwert, humorvoll und berührend im Umgang mit der männlichen Sexualität in den späteren Lebensjahren“.